# Iglesia de Santa Eugenia (Carazo)
La iglesia de Santa Eugenia es una iglesia parroquial católica del siglo XVI situada en la localidad burgalesa de Carazo (España). Está dedicada a Santa Eugenia.
Se trata de un templo de sillería de tres naves, con cuatro columnas cilíndricas. La bóveda es estrellada. La cubierta es de madera y aún conserva restos del artesonado. Cuenta con una cabecera rectangular, con contrafuertes, de estilo renacentista. Destaca en su interior el retablo clasicista de madera policromada con los cuatro Evangelistas, la Virgen con el Niño, Santo Domingo, el Padre Eterno y Santa Eugenia. La pila bautismal es románica. También hay pinturas sobre la vida de la santa a la que está dedicado el templo. Cuenta con otros retablos barrocos, salomónicos y otras imágenes de santos, así como orfebrería.
La portada es clasicista, con un arco moldurado, pilastrones y frontón. La torre campanario es de base cuadrada.